# Lachnostachys
Lachnostachys, biljni rod iz porodice medićevki smješten u tribus Chloantheae dio potporodice Prostantheroideae. Pripada mu 5 endemskih vrsta grmova u Zapadnoj Australiji.

## Etimologija
Latinsko ime roda Lachnostachys, dolazi od dvije grčke riječi/korijena, lachnề ("vuna") i -stachys ("odnosi se na klas"), opisuje rod kao da ima klasaste vunaste cvatove. 

## Opis
višegodišnji zimzeleni grmovi; bez eteričnih ulja; nisu smolasti. Studija tribusa Chloantheae iz 2009. ukazuje da je Lachnostachys blisko povezan s rodovima Newcastelia i Physopsis, pri čemu niti jedan od tri nije monofiletski. Biljke iz ovog roda su grmovi ili polugrmovi koji rastu od 0,3 do 1,5 m visine. Nemaju eteričnih ulja. Mlade stabljike su valjkaste i prekrivene gustim i debelim vunastim pokrovom od razgranatih vunastih isprepletenih dlačica. Listovi su nasuprotni i nagnuti (tj. s uzastopnim nasuprotnim parovima pod pravim kutom u odnosu na prethodni par). Listne plojke su cijele, ili zakrivljene duž rubova, ili ponekad ravne. Imaju peraste žile. Vunasti su i abaksijalno i adaksijalno, iako su zrele lisne plojke ponekad nabrane (naborane) i glabrescentne (postaju bez dlaka). Listovi imaju i jednostavne i složene dlake (koje su zvjezdaste). Oprašivanje entomofilno (kukcima). Plodni cvjetovi su hermafroditi, nema jednospolnih cvjetova. Cvjetovi homostilni, to jest oni koji imaju jednako duge vratove

## Vrste
1. Lachnostachys bracteosa C.A.Gardner
2. Lachnostachys coolgardiensis S.Moore
3. Lachnostachys eriobotrya (F.Muell.) Druce
4. Lachnostachys ferruginea Hook.
5. Lachnostachys verbascifolia F.Muell.